# Cœur mangé

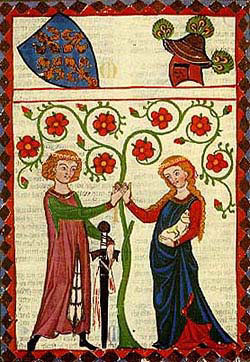

Le cœur mangé est une légende contée depuis des siècles. Son thème est l'amour et sa structure de base met en scène un triangle amoureux. L'amant se fait toujours tuer à la fin et, par ruse, le mari fait manger le cœur du défunt amant à sa femme.
Chaque version contient plusieurs variantes comme les prénoms et les décors. Toutes les histoires sont différentes car elles ont été écrites entre le Moyen Âge et le XIXe siècle et certains manuscrits ont été perdus.

## Origines de la légende
La légende du "cœur mangé" connaît de nombreuses versions occidentales, orientales et nordiques. D'après les spécialistes du XXIe siècle, cette légende n'a pas de lieu d'origine précis. Il existe par exemple des versions similaires en Inde et en Sibérie. On en déduit donc que le "cœur mangé" a une origine polygénétique. En effet, dans les mythes cannibales de la Grèce antique (Cronos, Dionysos, Philomèle et Procné, etc.), l'anthropophagie est le plus souvent le fruit d'une vengeance familiale et non le symbole de la relation amoureuse.

## Lai de Guiron
C'est au XIIe siècle, dans le roman Tristan et Iseut, de Thomas d'Angleterre, qu'une des plus anciennes versions de la légende voit le jour. Le Lai de Guiron fonctionne comme une mise en abyme dans le roman de Tristan et Iseut. Tristan a quitté le pays et vit désormais loin d'Iseut. Celle-ci, alors qu'elle est seule, compose un lai d'amour: «E fait un lai pitus d'amur». Cette histoire parle du seigneur Guiron et de la dame qu'il aime plus que tout. Le mari de la dame découvre l'adultère et tue Guiron. Il fait manger par ruse le cœur du seigneur à la dame.

## Vidas et Razos de Guillem de Cabestany
Il existe plusieurs versions de l'histoire de Guillem de Cabestany, la plupart étant d'auteurs inconnus. Ces œuvres sont le plus souvent écrites en razo ou vida. Variant les prénoms, le contexte de l'histoire ou la longueur du texte, les œuvres gardent cependant toujours le même squelette, même si les langues d'origine peuvent changer. La version la plus connue est celle traduite par Stendhal.
Guillem de Cabestany, un poète, se présente à la cour du seigneur Raymond. Il propose à ce dernier ses services et Raymond accepte. Par la suite, il devient l'amant de la femme du seigneur. Malheureusement, le seigneur a des soupçons par rapport à la liaison des deux amants, mais le poète lui ment. Raymond finit par découvrir la vérité, tue Guillem et fait manger le cœur de ce dernier à sa femme. À la fin du repas, le seigneur exhibe la tête décapitée de Guillem et raconte tout à sa femme. «Elle se prit à fuir, se jeta d'un balcon en bas et se cassa la tête». Les deux amants sont ensuite enterrés devant une chapelle et Raymond se voit destitué de tous ses biens et emprisonné.

### Commentaire
Dans cette version du "cœur mangé", il y a plusieurs variantes significatives. Tout d'abord, le protagoniste est un troubadour - ce qui permet à l'auteur de réfléchir aux liens qui unissent l'amour et la poésie. Certaines versions de la vida de Guillem de Cabestany superposent également deux triangles courtois. En effet, Guillem de Cabestany prétend avoir une aventure avec la sœur de Marguerite. Pour finir, les deux amants sont enterrés ensemble: «Le roi Alphonse d'Aragon ayant pris le château de Raymond, il fit placer Guillaume et sa dame dans un monument devant la porte de l'église d'un bourg nommé Perpignac. Tous les parfaits amants, toutes les parfaites amantes, prièrent Dieu pour leurs âmes. »

### Adaptation musicale
Cette version de la légende est à l'origine de l'opéra Written on Skin de George Benjamin, créé en 2012 au Festival d'Aix-en-Provence et repris ensuite sur de nombreuses grandes scènes du monde lyrique. Les trois personnages principaux sont "Le Protecteur", son épouse Agnès et un copiste et enlumineur que le livret de Martin Crimp appelle simplement "The Boy", correspondant au Guillem de la version médiévale.

## LeLai d'Ignauré
Le lai d'Ignauré (également appelé Lai du Prisonnier) est un fabliau du début du XIIIe siècle attribué à Renaut de Beaujeu ou peut-être à Jean Renart. Un chevalier nommé Ignauré a douze amantes qui l'aiment. Lorsqu'elles découvrent qu'elles sont plusieurs à l'aimer, les dames lui ordonnent de n'en choisir qu'une. «Souris qui n'a qu'un trou est bien vite prise et piégée». Trahi par un vilain, Ignauré est finalement capturé par les maris, qui lui arrachent le cœur et lui coupent le «cinquième membre» pour le donner à manger à leurs femmes. En apprenant qu'elles ont, sans le vouloir, consommé le cœur et le pénis de leur amant, les dames se laissent mourir de faim: «[on] pleura leur mort et on fit un lai de douze vers qui mérite de rester en mémoire, car la matière en est toute véridique. »

### Commentaire
La castration et la polygamie sont les deux variantes les plus évidentes de ce fabliau à la fois comique et tragique.

## Le Roman du Châtelain de Coucy et de la dame de Fayel
Le héros principal est un trouvère picard dont l'identité a souvent été controversée. Il s'agit de Guy de Thourotte, qui fut châtelain du château de Coucy. Jakemès s'est inspiré de sa vie pour rédiger une nouvelle version du  "cœur mangé" vers la fin du XIIIe siècle. 
Le Châtelain de Coucy s'éprend de la dame de Fayel. Lors d'une fête, une femme jalouse surprend les regards amoureux des deux amants et dénonce cette liaison au mari. L'amante lui offre ses tresses avant qu'il parte en croisade et qu'il ne meure à la suite d'une blessure de guerre après avoir ordonné à son écuyer d'embaumer son cœur pour l'offrir à sa dame. Le seigneur arrache le coffret précieux à son écuyer et fait servir le cœur de l'amant à sa femme. Quand elle apprend l'horrible vérité, elle meurt de douleur.

### Commentaire
La variante la plus significative de ce récit est l'extraction du cœur, demandée par l'amant lui-même. Le mari se contente d'intercepter l'écuyer qui transporte le coffret précieux. Dans ce coffret se trouvent des éléments qui n'existent dans aucune autre version du "cœur mangé": les tresses de la dame, le cœur embaumé de l'amant, mais également la lettre sur la valeur de ses sentiments pour son unique amour.

## Le Décaméron
Boccace a composé Le Décaméron en 1350. Il a été traduit dans l'Europe entière durant des siècles.
Deux nobles chevaliers, Guiglielmo Rossignole et Guiglielmo Guardastagno, sont amis depuis l'enfance. Guiglielmo Rossignole a une très belle femme qui le trompe avec son ami. Quand le mari découvre leur adultère, il décide de tuer son vieil ami. Pour se venger, il arrache le cœur de l'amant et demande d'en faire un repas pour sa femme: «Le cuisinier ayant pris le cœur, le hacha menu, l'assaisonna de force poivre, et y appliquant tout son art et tous ses soins, en fit un ragoût excellent». À la suite de son chagrin d'amour, la femme se suicide et Guiglielmo Rossignole s'enfuit, accablé par la culpabilité. Les deux amants sont enterrés dans le même tombeau.

### Commentaire
Ici, le mari et l'amant sont amis dès leur plus jeune âge et ils ont le même prénom. Le meurtre a lieu devant des témoins et le mari arrache lui-même le cœur de l'amant.

## Mémoires de la cour d'Espagne
Marie-Catherine d'Aulnoy a écrit les Mémoires de la cour d'Espagne en 1690. C'est la septième femme célèbre dans l'Académie des Ricovrati de Padoue. Elle est l'auteure de certains contes de fées très populaires comme l'Oiseau bleu (conte).
Le marquis d'Astorga est un des hommes les plus galants du monde mais il trompe sa femme avec une fille admirablement belle qu'il aime. Sa femme, folle de jalousie, tue l'amante de son mari, lui arrache le cœur et lui coupe la tête puis donne le cœur de la jeune fille à manger en ragoût à son mari. Elle lui donne la tête de l'amante pour prouver son crime et elle part pour toujours dans un couvent. Le marquis tombe dans un grand désespoir.

### Commentaire
Dans cette version, c'est le mari qui a une amante. La femme du mari tue l'amante de sang-froid, lui arrache le cœur et lui coupe la tête avant de se réfugier dans un couvent.

## «Le cœur mangé» au XVIIe siècle
Jean-Pierre Camus, théologien du XVIIe siècle a écrit plus de 200 volumes dont une version du «cœur mangé» parue dans les Spectacles d'horreur (1630). Dans cette version, Crisèle, une jeune femme et Menmon, un jeune homme, tombent follement amoureux mais, à cause de la volonté de ses parents, Crisèle épouse Rogat, un vieux et riche seigneur. Après cet évènement, Menmon part en guerre et il est mortellement blessé. Avant de mourir, il fait envoyer une lettre à Crisèle et son cœur à sa famille. En recevant la lettre, elle est tellement triste qu'elle va souvent pleurer sur la tombe de Menmon, ce qui rend Rogat furieux. Pour s'en venger, il fait cuisinier le cœur de Menmon et le fait manger à Crisèle. Après cela, elle incite un parent de Menmon à tuer Rogat puis elle se laisse mourir dans un cloître.

### Commentaire
Une des principales différences par rapport aux autres histoires du "cœur mangé" est qu'il n'y a pas d'adultère et que les amants s'aiment depuis leur enfance.

## «La vengeance d'une femme»
La vengeance d'une femme de Jules Barbey d'Aurevilly paraît en 1874 dans le recueil de nouvelles : Les Diaboliques (nouvelles)
Le narrateur, un jeune homme du nom de Tressignies, remarque une prostituée dans les rues de Paris. Elle lui raconte son passé. Son nom est la duchesse d'Arcos de Sierra-Leone. Elle a eu un amant, Don Esteban, mais son mari a découvert la relation et arrache le cœur de l'amant pour le donner à manger aux chiens, malgré la duchesse qui veut le manger elle-même. La duchesse se prostitue pour déshonorer le nom du duc, son mari: "Elle se fait prostituée dans les rues les plus infâmes de Paris avec l'intention de succomber dans l'exercice de son métier. De cette manière, elle compte, par le truchement d'un récit à venir, exhibant sa déchéance et sa mort ignoble, déshonorer le nom du duc pour la postérité.". Tressignies passe la nuit avec la dame. La duchesse finit par mourir de maladie : «un de ses yeux avait sauté un jour brusquement de son orbite et était tombé comme un gros sou à ses pieds. L'autre s'était liquéfié et fondu. Elle était morte. »

La fin de l'histoire fait référence à celle de la«Razo de Guillem de Cabstaing». Il y a la présence d'épithaphe sur la tombe de l'amante. Sur cette tombe, il y est écrit : 

« CI-GÎT SANZIA-FLORINDA-CONCEPTION DE TURRE-CREMATA, DUCHESSE D'ARCOS DE SIERRA-LEONE FILLE REPENTIE, MORTE À LA SALPÊTRIÉRE, LE... REQUIESCAT IN PACE ! »

— Ibid., p. 348.

### Commentaire
Dans cette version de Barbey d'Aurevilly, le cœur de l'amant est mangé par les chiens et non par l'amante. La femme se prostitue et meurt de maladie.

## Sources
- Tristan et Iseut: les poèmes français, la saga norroise, textes présentés, traduits et commentés par Daniel Lacroix et Philippe Walter, Paris, Le Livre de poche, coll. « Lettres gothiques », 1989, p. 374.
- Anthologie de la prose occitane du Moyen-Âge (XIIe-XVe siècle), vol. 1, trad. et présentation par Pierre Bec, Aubanel, 1977, p. 42-45.
- BOUTÈRE, J. et SCHUTZ, A.-H. Biographies des troubadours. Textes provençaux des XIIIe et XIVe siècles, Paris, Nizet, 1964, p. 530-555.
- RENAUT [DE BEAUJEU], Le lai d'Ignauré ou Lai du prisonnier, édité par Rita Lejeune, Bruxelles, Palais des Académies (Académie royale de langue et de littérature françaises de Belgique. Textes anciens, 3), 1938, 74 p.
- JAKEMES, Le roman du châtelain de Coucy et de la dame de Fayel, Champions classiques, Paris, 2009, p. 113-118.
- Le cœur mangé: récits érotiques et courtois des XIIe et XIIIe siècles, mis en français moderne par Danielle Régnier-Bohler, Paris, Stock, 1994, p. 221-239.
- Dictionnaire des lettres françaises: Le Moyen Âge, Hasenor et Zink (éd), Fayard, Paris, 1992, p. 258-259.
- BOCCACE, Décameron, Le Livre de Poche, Paris, 1994, p. 393-397.
- CAMUS Jean-Pierre, Dom Carlos et autres nouvelles françaises du XVIIe siècle, Folio Classique, Paris, 1995, p. 83-87.
- BARBEY d'AUREVILLY Jules, "La vengeance d'une femme", Les Diaboliques, Gallimard, Paris, 1973, p. 305-350.